# 교향곡 60번 (하이든)
요제프 하이든의 《교향곡 60번 다장조》(호보켄 번호 1/60)은 Il Distratto(정신나간사람, »Der Zerstreute«)라는 별명을 가지고 있다. 1775년에 작곡되었으며(1774년 11월일 가능성이 높다) 장 프랑수아 레그나르(Jean-François Regnard)의 연극 Le Distrait(정신나간사람)을 1774년 독일어판으로 칼 바(Kahl Wahr) 개작하면서 독일어 제목 »Der Zerstreute«을 붙였는데, 여기에 쓰였다. 하이든의 음악에는 이탈리아어 Il Distratto가 쓰였다. 연극을 위해 쓰였기 때문에 이 교향곡은 서공 등을 포함하여 6악장으로 되어 있다.

## 악기 편성
현악 이외에 두개의 오보에, 한 대의 바순, 두개의 호른이 쓰이며, 두개의 트럼펫은 선택사항이다.

## 구성
1. Adagio - Allegro di molto
2. Andante
3. Menuetto - Trio
4. Presto
5. Adagio (di Lamentatione)
6. Finale: Prestissimo

마지막 악장은 하이든의 음악적 농담이 들어 있다. 프레스티시모로 열리는 부분에서 바이올린이 갑자기 멈추고 가다가 종율을 마다 시 이어진다.